# Sun-Hwa Kwon
Sun-Hwa Kwon er en fiktiv karakter i den amerikanske tv-serie Lost. Hun spilles af Yunjin Kim, og har haft en fast hovedrolle siden første sæson. Yunjin gik til sine auditions efter rollen som Kate Austen, men forfatterne bag serien mente at et koreansk islet ville være en værdifuld tilføjelse til serien og skrev derfor Sun og Jin-Soo Kwon ind.

## Baggrund
I seriens originale manuskript forefandtes intet koreansk par. Da Yunjin gik efter rollen som Kate, var Lost-holder begejstret for Yunjins kompetencer, men de fandt ikke, at de passede til Kate, hvorfor de implementerede det koreanske ægtepar.

### Personlighed
Sun udviser signaler på at være en gavet løgner. Hun skjuler bl.a. i måneder, at hun har en affære, og at hun har lært at tale engelsk. De første tegn viste sig allerede, da hun var barn, hvor hun er medvirkende til at få tjenestepigen afsat, fordi Sun konsekvent – og forkert – postulerer, at det var pigen, der ødelagde en værdifuld ballerinastatue.

## Biografi

### Før flystyrtet
Sun er datter af den koreanske rigmand Mr. Paik. Da hun var barn ødelagde hun uden overlæg en værdifuld ballerinastatue, men fortalte sin autoritære far, at det var barnepigen der havde gjort det. Barnepigen blev fyret. Det lagde standarden for hvordan Sun gennem det meste af sit liv ville komme ud af ubehagelige situationer.
Hun ægteskabsmægles med Jae Lee – søn af en velhavende hotelejer – der vil bruge deres eventuelle ægteskab til at forlade Sydkorea og frisætte sig selv deres forældres jernnæve i USA, og gifte sig med en amerikansk kvinde han mødte på universitetet. Sun, der først havde troet var en romantisk flamme mellem dem, bliver dybt skuffet og stopper mæglingerne. Ikke lang tid efter møder hun Jin nær en vandkanal. Jin beder Mr. Paik om hans datters hånd, og siger eventuelt god for brylluppet – Det viser sig senere at der var under betingelse af at Jin ville arbejde for Paik.
Under forholdet til Jin genetablerer hun kontakten med Jae for at lære engelsk, og de indleder også en affære. Eskapaden afsløres af Mr. Paik, men han lader det være op til Sun at fortælle sandheden til sin ægtemand. Både hendes engelskkundskaber og hendes affære forbliver skjulte for Jin før flystyrtet.

### Efter flystyrtet

#### Sæson 1
Tekst mangler, hjælp os med at skrive teksten

#### Sæson 2
Tekst mangler, hjælp os med at skrive teksten

#### Sæson 3
Juliet Burke tilnærmer sig Sun med et tilbud om at få undersøgt barnet på The Staff.

## Trivia
Tekst mangler, hjælp os med at skrive teksten

## Fodnoter
1. ↑  "The Glass Ballerina"
2. ↑  "D.O.C."